# La Estanzuela (Jalisco)
La Estanzuela es una localidad del estado mexicano de Jalisco. Es parte del municipio de Teuchitlán.

## Demografía
| Gráfica de evolución demográfica |
|                                  |

| Censo | Población |
| ----- | --------- |
| 1900  | 304       |
| 1910  | 545       |
| 1921  | 597       |
| 1930  | 526       |
| 1940  | 526       |
| 1950  | 468       |
| 1960  | 589       |
| 1970  | 830       |
| 1980  | 1 224     |
| 1990  | 1 466     |
| 2000  | 1 737     |
| 2010  | 2 199     |
| 2020  | 2 267     |